# Rối loạn ngôn ngữ
Rối loạn ngôn ngữ hoặc suy giảm ngôn ngữ là những rối loạn liên quan đến việc xử lý thông tin ngôn ngữ. Các vấn đề có thể gặp phải có thể liên quan đến ngữ pháp (cú pháp và/hoặc hình thái), ngữ nghĩa (ý nghĩa) hoặc các khía cạnh khác của ngôn ngữ. Những vấn đề này có thể là sự tiếp nhận (liên quan đến khả năng hiểu ngôn ngữ bị suy giảm), biểu cảm (liên quan đến việc diễn đạt ngôn ngữ) hoặc kết hợp cả hai. Các ví dụ bao gồm suy giảm ngôn ngữ cụ thể, được xác định tốt hơn là rối loạn ngôn ngữ phát triển, hoặc DLD, và chứng mất ngôn ngữ, trong số những người khác. Rối loạn ngôn ngữ có thể ảnh hưởng đến cả ngôn ngữ nói và ngôn ngữ viết, và cũng có thể ảnh hưởng đến ngôn ngữ ký hiệu; thông thường, tất cả các hình thức ngôn ngữ sẽ bị suy yếu.
Dữ liệu bệnh hiện tại cho thấy 7% trẻ nhỏ bị rối loạn ngôn ngữ, với các bé trai được chẩn đoán nhiều gấp đôi so với bé gái.
Nghiên cứu sơ bộ về các yếu tố nguy cơ tiềm ẩn đã gợi ý các thành phần sinh học, chẳng hạn như sinh nhẹ cân, sinh non, biến chứng khi sinh chung và giới tính nam, cũng như lịch sử gia đình và giáo dục của cha mẹ thấp có thể làm tăng nguy cơ phát triển rối loạn ngôn ngữ.

## Nguyên nhân của các dạng rối loạn ngôn ngữ
Rối loạn ngôn ngữ có rất nhiều nguyên nhân khác nhau và mỗi nguyên nhân lại có những tiên lượng ngắn hạn, tiên lượng lâu dài khác nhau. Tuy nhiên, dù là do nguyên nhân gì, tiên lượng nói chung của vấn đề rối loạn ngôn ngữ cũng không thể tốt hơn tiên lượng của sang thương trên não có thể gây ra.
Các bệnh lý gây tổn thương thần kinh tiến triển như u thần kinh đệm, thoái hóa hay xơ cứng rải rác sẽ khiến diễn tiến của khả năng ngôn ngữ ngày càng xấu dần đi. Ngược lại, những sang thương não cấp tính như nhồi máu não, xuất huyết não, viêm não, chấn thương sọ não hay u não lành tính đã được phẫu thuật sẽ có khả năng phục hồi chức năng ngôn ngữ nếu bệnh tiến triển thuận lợi.
Tuy nhiên, trong các trường hợp có tổn thương não trên cả hai bên bán cầu, đây là hàng rào rất lớn làm cản trở sự hồi phục ngôn ngữ.

## Dấu hiệu rối loạn ngôn ngữ ở trẻ em
Nếu phát triển bệnh rối loạn ngôn ngữ khi còn nhỏ, trẻ sẽ có những biểu hiện sau đây:
– Thường xuyên không nhớ tên gọi của những vật dụng xung quanh và dùng những từ thay thế như "cái đó" hay "cái ấy" để thay thế.
– Lẫn lộn những từ có liên quan với nhau, ví dụ như gọi "cái bàn" là "ghế", gọi "thịt bò" là "thịt gà"...
– Vô thức đảo các âm trong một từ, ví dụ "mèo con" thì đọc thành "mòn keo"...
– Thường xuyên quên từ và phải tự chế một từ khác để thay thế.
– Nói những câu tối nghĩa hay sắp xếp từ ngữ trong câu sai thứ tự.
– Dùng sai hoặc nói sai thành ngữ, tục ngữ.
– Luôn hiểu mọi thứ theo đúng nghĩa đen nên không hiểu được những câu đùa ẩn ý.
– Không thể tập trung khi nghe người khác nói, đặc biệt là khi có những tiếng ồn như tiếng tivi, tiếng nhạc...
– Không hứng thú khi nói chuyện, ngay cả khi nói chuyện với người nhà hay bạn bè thân thiết.
– Không nhớ thông tin trong cuộc đối thoại vừa xảy ra.

## Dấu hiệu rối loạn ngôn ngữ ở người trưởng thành
Đối với người ở độ tuổi trưởng thành, những biểu hiện của chứng rối loạn ngôn ngữ ở môi trường làm việc có thể là:
– Lo lắng khi phải nói chuyện hay thuyết trình trước mặt nhiều người.
– Gặp khó khăn khi phải trả lời những câu hỏi từ cấp trên, ngay cả khi đã biết câu trả lời.
– Gặp khó khăn trong những cuộc tán gẫu nhỏ ở công ty.
– Không nhớ được những từ ngữ chuyên ngành trong công việc của mình.
– Không theo kịp trong các cuộc họp, đặc biệt trong các cuộc họp có nhiều người phát biểu.
– Nghiêm trọng hóa những câu nói bình thường.
– Gặp khó khăn trong việc trả lời câu hỏi khi họp.
– Gặp khó khăn trong việc làm theo các hướng dẫn phức tạp và thường chỉ muốn nhận nhiệm vụ qua email.
Nguyên nhân của chứng rối loạn ngôn ngữ thường không rõ. Tuy nhiên, hai nguyên nhân ảnh hưởng tới khả năng ngôn ngữ có thể kể đến là di truyền và dinh dưỡng. Đôi khi một số chấn thương đầu cũng có thể gây ra bệnh.

## Phân loại rối loạn ngôn ngữ
Phân loại rối loạn ngôn ngữ tùy thuộc vào vị trí của tổn thương trên hệ thần kinh trung ương. Các hội chứng rối loạn ngôn ngữ thường gặp trong thực hành lâm sàng thường nằm trong các bệnh cảnh có đi kèm với các dấu hiệu thần kinh định vị khác. Đôi khi, người bệnh chỉ có rối loạn ngôn ngữ đơn thuần. Trong các trường hợp này, nguyên nhân do tổn thương não vẫn cần được nghĩ đến đầu tiên.

### Rối loạn ngôn ngữ Broca
Rối loạn ngôn ngữ Broca được biểu hiện bằng dấu hiệu thông hiểu còn tốt nhưng lại giảm lưu loát và giảm khả năng lặp lại. Đây là hội chứng rối loạn ngôn ngữ đầu tiên được xác định, thường đi kèm với yếu liệt và mất cảm giác nửa người bên phải.
Vị trí tổn thương trong rối loạn ngôn ngữ Broca là tại phần nắp trán, hồi trán giữa, vùng vỏ não vận động thấp, tiểu thùy đỉnh dưới, thể vân ngoài, bao trước bên và toàn bộ chất trắng từ dưới vỏ cho tới chất trắng quanh não thất.

### Rối loạn ngôn ngữ vận động xuyên vỏ
Người bị rối loạn ngôn ngữ vận động xuyên vỏ vẫn có khả năng thông hiểu tốt và lặp lại tốt nhưng không diễn tả ngôn ngữ lưu loát được. Biểu hiện điển hình là bệnh nhân thay đổi cách phát âm và giai điệu lời nói trở nên lộn xộn.
Vị trí tổn thương trong rối loạn ngôn ngữ vận động xuyên vỏ có thể nằm bất cứ đâu trên thùy trán bên trái.

### Rối loạn ngôn ngữ cảm giác xuyên vỏ
Ngược lại với rối loạn ngôn ngữ vận động xuyên vỏ, trong rối loạn ngôn ngữ cảm giác xuyên vỏ, đặc trưng của lời nói là vẫn giữ được tính lưu loát tốt, lặp lại tốt trong khi thông hiểu lại giảm. Cụ thể là người bệnh vẫn có thể nói ra những câu dài rõ ràng, đúng ngữ pháp, trôi chảy nhưng lại không tương xứng với câu hỏi.
Rối loạn ngôn ngữ cảm giác xuyên vỏ có vị trí tổn thương là tại chỗ nối thái dương – đỉnh – chẩm phía sau hồi thái dương trên và có thể chồng chéo lên vùng sang thương của rối loạn ngôn ngữ Wernicke.

### Rối loạn ngôn ngữ xuyên vỏ hỗn hợp
Sự phối hợp của cả hai rối loạn ngôn ngữ vận động xuyên vỏ và rối loạn ngôn ngữ cảm giác xuyên vỏ là rối loạn ngôn ngữ xuyên vỏ hỗn hợp. Trong đó, người bệnh vừa mắc phải giảm lưu loát và giảm thông hiểu trong khi khả năng lặp lại vẫn còn tốt. Cụ thể là bệnh nhân chỉ nói được những lời tự phát, các câu ngắn là có khuynh hướng lặp đi lặp lại như cũ khi được đặt câu hỏi.

### Rối loạn ngôn ngữ Wernicke
Rối loạn ngôn ngữ Wernicke còn gọi là rối loạn ngôn ngữ cảm giác và trái ngược với rối loạn ngôn ngữ Broca là do tổn thương vận động. Điển hình là người bệnh vẫn tự thể hiện bằng lời nói lưu loát với các câu nói dài, trơn tru, đúng ngữ pháp; cách phát âm và nhịp điệu lời nói vẫn bình thường. Tuy nhiên, khả năng nghe hiểu và làm đúng yêu cầu hay trả lời đúng câu hỏi lại kém.
Vị trí của tổn thương gây rối loạn ngôn ngữ Wernicke là một vùng rộng lớn ở vùng thái dương trên sau.

### Rối loạn ngôn ngữ dẫn truyền
Rối loạn ngôn ngữ dẫn truyền chỉ gây khiếm khuyết khả năng lặp lại trong khi khả năng thông hiểu và lưu loát vẫn còn tốt. Theo đó, bệnh nhân vẫn trả lời đúng các câu hỏi bằng những câu nói dài, lưu loát. Tuy nhiên, khi yêu cầu bệnh nhân lặp lại một câu nói hay kể lại câu chuyện, đọc chữ thành tiếng thì lời nói lại trở nên lộn xộn và có hiện tượng thay thế chữ.
Sang thương gây bệnh trong rối loạn ngôn ngữ dẫn truyền chỉ nằm khu trú ở tiểu thùy đỉnh dưới trái.

### Rối loạn ngôn ngữ toàn bộ
Rối loạn ngôn ngữ toàn bộ là thể nặng nề nhất trong các loại rối loạn ngôn ngữ. Người bệnh bị mất tất cả các chức năng nói một cách trầm trọng, bao gồm cả chức năng ngôn ngữ vận động và ngôn ngữ cảm giác.
Tổn thương não trong rối loạn ngôn ngữ toàn bộ thường là một vùng lớn tại trung tâm nói ở vùng trước và sau rãnh vỏ não Rolando. Nguyên nhân thường là do nhồi máu não toàn bộ động mạch não giữa bán cầu ưu thế.